# Мартовские поля
Мартовские поля (лат. Campus Martius) — так при Меровингах у франков называлось всеобщее народное собрание, собиравшееся в марте и, по древнегерманскому праву, имевшее в своих руках всю сумму государственной власти. С расширением Франкского государства собрание, ещё при Меровингах, потеряло бо́льшую часть своего значения. По сообщению «Анналов Петау», Пипин Короткий в 755 году перенёс собрания на месяц май, почему они получили название майского поля (campus Majus, или Magicampus). Перенос был связан с усилением роли конницы в армии франков, поскольку коней было проще кормить подножным кормом в мае, а не в марте. При Карле Великом они главным образом служили для смотров и сборов к походам, но иногда и для подтверждения королевских указов; собирались весьма нерегулярно и при Людовике Благочестивом совершенно прекратились.